# Carex doisutepensis
Carex doisutepensis är en halvgräsart som beskrevs av Tetsuo Michael Koyama. Carex doisutepensis ingår i släktet starrar, och familjen halvgräs. Inga underarter finns listade i Catalogue of Life.